# Blodpenge
Blodpenge er den pengebod (bøde), som en drabsmand efter gammel dansk lov måtte betale den dræbtes slægt (mandebod) for at afværge blodhævn.
Blodpenge er også betaling for at udføre et mord eller en anden blodig gerning.
Blodpenge kaldes i Matthæus 27, 6 de tredive sølvpenge, som Judas fik for at forråde Kristus.
Blodpenge bruges også om penge, der er indsamlet af en "blodsuger".